# رگ‌من (کمیک)
رگ‌من (به انگلیسی: Ragman) با نام اصلی رُوری ریگِن، یک شخصیت خیالی ابرقهرمان و مأمور خودخوانده‌ای مرموز در کتاب‌های کامیک آمریکایی منتشر شده توسط دی‌سی کامیکس است. این شخصیت توسط نویسنده رابرت کنایر و طراح جو کیوبرت خلق شده‌است؛ که برای اولین بار در شمارهٔ ۱ از کمیک رگ‌من (اوت / سپتامبر ۱۹۷۶) حضور پیدا کرد. روری ریگن با جامه‌ای ساخته شده از روح شیاطین، پاسدار خیابان‌های گاتهام سیتی و فراهم آورنده عدالت سرخود است. او در کنار شخصیت‌هایی همچون بت‌ومن، فلیسیتی اسموک و فانتوم استرنجر، یکی از معدود ابرقهرمان‌های یهودی در دنیای دی‌سی به‌شمار می‌رود. نقش این شخصیت در سریال تلویزیونی ارو را جو دینیکول بازی می‌کند.